# Lago Bras d'Or
Il lago Bras d'Or (in inglese: Bras d'Or Lake; in lingua micmac: Pitupaq), è un estuario irregolare nel centro dell'Isola di Capo Bretone in Nuova Scozia, Canada. Ha un collegamento con il mare aperto ed è soggetto alle maree. Presenta anche afflussi di acqua dolce dai fiumi, rendendo la sua acqua salmastra un habitat naturale molto fertile. È stato designato Riserva della Biosfera del Lago Bras d'Or dall'UNESCO nel 2011.

## Nome
Le mappe antecedenti al 1872 si riferiscono a questo lago con il nome di Labrador, termine usato dai Portoghesi per riferirsi a gran parte del Canada orientale e che significa "agricoltore". Un errore nella trascrizione popolare francese del nome lo ha fatto diventare per assonanza Lac Bras d'Or ("Lago Braccio d'Oro" in Italiano).
In lingua micmac il nome del lago è Pitupaq, che significa "la lunga acqua salata", in riferimento alle acque salmastre di questo bacino.

## Geografia

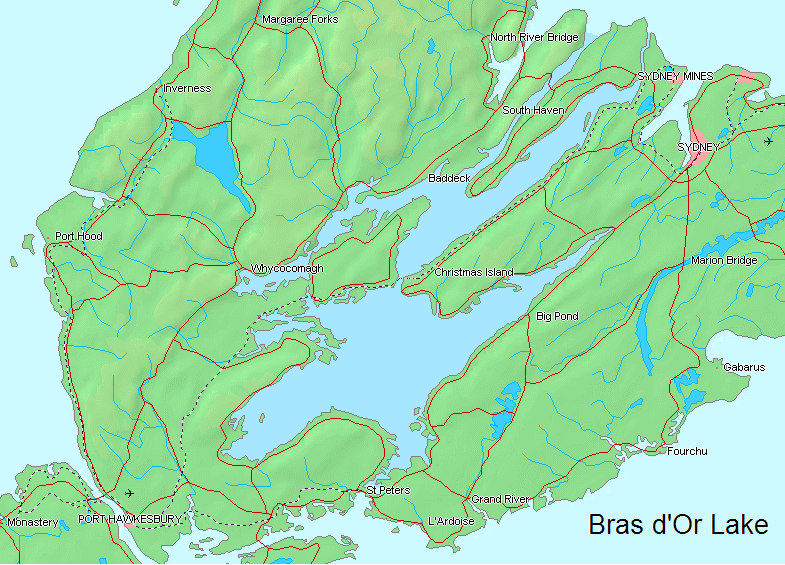
Mappa del lago.

Il lago ha una superficie di 1.099 km², con tre bracci che si estendono verso nord-est. In alto, il Canale Grande Bras d'Or si collega all'Oceano Atlantico tramite un canale navigabile. La profondità massima è di 287 metri nella baia orientale.
Il lato occidentale è generalmente poco profondo e fa parte di un vasto campo di drumlin. Ripide colline si innalzano bruscamente sul lato nordoccidentale, fino alle Highlands di Cape Breton.
I fiumi Denys, Middle, Baddeck e Georges sfociano tutti nel lago, la cui acqua ha una salinità inferiore a quella dell'oceano circostante e varia da circa 20 parti per mille vicino alle foci dei fiumi a 29 parti per mille nelle aree più profonde.
Il lago è collegato al Nord Atlantico da due canali naturali, chiamati Grande e Piccolo Bras d'Or, che passano su entrambi i lati dell'isola Boularderie. La punta meridionale del lago è collegata all'Oceano Atlantico tramite il Canale di San Pietro, costruito per il traffico marittimo negli anni Sessanta dell'Ottocento.
Le popolazioni di alghe assomigliano a quelle trovate nel Golfo di San Lorenzo. Le acque calde sono adatte per l'ostrica orientale. Le specie ittiche includono lo spinarello a macchie nere, il nasello bianco, l'aringa dal dorso blu, il merluzzo della Groenlandia e la trota iridea introdotta. Questi nutrono cormorani a doppia cresta, aquile calve e grandi aironi blu.

## Presenza dell'uomo
I popoli Mi'kmaq hanno vissuto nell'area circostante il lago almeno negli ultimi 4.000 anni. Una stazione commerciale francese fu costruita nel 1650 e Alexander Graham Bell fece erigere una tenuta nella penisola di Beinn Bhreagh, dove stabilì un laboratorio di ricerca e utilizzò il lago per testare aquiloni, aeroplani e aliscafi che trasportavano persone.
La maggior parte della costa non è sviluppata, ma sono comunque oggi presenti alcuni insediamenti come Baddeck, Eskasoni, Little Bras d'Or, St. Peter's e Whycocomagh. Le gare di barche a vela sono una lunga tradizione a Bras d'Or, con eventi ospitati dallo Yacht Club Bras d'Or.
Oggi la maggior parte dell'attività economica intorno al lago è legata ai servizi nel settore terziario dell'economia.